# Autoserica atrata
Autoserica atrata är en skalbaggsart som beskrevs av Reiche 1847. Autoserica atrata ingår i släktet Autoserica och familjen Melolonthidae. Inga underarter finns listade.